# Leskovac, Zaječar
Leskovac (izvirno srbsko Лесковац) je naselje v Srbiji, ki upravno spada pod Mesto Zaječar; slednja pa je del Zaječarskega upravnega okraja.

## Demografija
V naselju živi 124 polnoletnih prebivalcev, pri čemer je njihova povprečna starost 63,0 let (62,0 pri moških in 63,9 pri ženskah). Naselje ima 63 gospodinjstev, pri čemer je povprečno število članov na gospodinjstvo 2,03.
To naselje je, glede na rezultate popisa iz leta 2002, večinoma srbsko, a v času zadnjih treh popisov je opazno zmanjšanje števila prebivalcev.
|  |

| Demografija | Demografija     | Demografija     |
| Leto        | Št. prebivalcev | Št. prebivalcev |
| ----------- | --------------- | --------------- |
|             |                 |                 |
|             |                 |                 |
|             |                 |                 |
|             |                 |                 |
| 1948        | 602             |                 |
| 1953        | 550             |                 |
| 1961        | 489             |                 |
| 1971        | 386             |                 |
| 1981        | 283             |                 |
| 1991        | 198             | 198             |
| 2002        | 128             | 128             |
|             |                 |                 |

| Etnična sestava po popisu iz leta 2002 | Etnična sestava po popisu iz leta 2002 | Etnična sestava po popisu iz leta 2002 | Etnična sestava po popisu iz leta 2002 | Etnična sestava po popisu iz leta 2002 |
| -------------------------------------- | -------------------------------------- | -------------------------------------- | -------------------------------------- | -------------------------------------- |
| Srbi                                   | Srbi                                   |                                        | 127                                    | 99,21%                                 |
| Neznano                                | Neznano                                |                                        | 0                                      | 0,0%                                   |